# Zone du canal de Panama
Pour les articles homonymes, voir Canal Zone.
1903–1979
Entités précédentes :
- Panama

Entités suivantes :
- Panama

La zone du canal de Panama (en anglais : Panama Canal Zone ; en espagnol : Zona del Canal de Panamá) est un territoire du Panama d'une superficie de 1 432 km2, constitué du canal de Panama et d'une aire s'étendant en général sur huit kilomètres de part et d'autre de la ligne médiane de celui-ci, mais en excluant les villes de Panama et de Colón. Sa frontière jouxte deux provinces de la République de Panama (Colón et Panama) et a été créée le 18 novembre 1903 avec la signature du Traité Hay-Bunau-Varilla.
Par ce traité, le canal passait sous contrôle des États-Unis, qui en avaient achevé la construction, commencée par la France, et auquel fut adjoint le territoire environnant concédé par le Panama. Cette zone restera américaine jusqu'en 1979, date à laquelle elle se retrouva sous double administration américano-panaméenne jusqu'en 1999, à la suite des traités de Torrijos-Carter de 1977 établissant la neutralité du canal. Le Panama a retrouvé le contrôle complet du canal le 31 décembre 1999, qui est maintenant dirigé par l'Autorité du Canal de Panama.
Durant le contrôle américain de la zone, le territoire en dehors du canal lui-même était utilisé principalement dans un but militaire, un montage d'artillerie reprenant même son nom. Trois mille civils américains formaient toutefois le gros des résidents. À la suite du retrait américain, la zone est devenue une destination touristique, notamment pour les visites des voyageurs des navires de croisière.

## Aire
La Zone du canal était généralement divisée en sections, le côté Pacifique et le côté Atlantique, lesquelles étaient séparées par le lac Gatún.
Une liste partielle des villes de la Zone : 
- Côté Pacifique :
  - Amador - sur la côte, partiellement construite sur une excavation s'étendant sur l'océan.
  - Ancon - construite sur les pentes du mont Ancon, près de Panama.
  - Balboa - Capitale administrative de la zone, elle possède un port et les principales écoles.
  - Balboa Heights
  - Cardenas - une des dernières résidences des Américains.
  - Diablo
  - Diablo Heights
  - Gamboa - Quartier général de la division de dragage du lac Gatún.
  - La Boca
  - Los Rios
  - Paraiso
  - Pedro Miguel
  - Red Tank

- Côté Atlantique :
  - Coco Solo - principal hôpital
  - Cristobal - principale école secondaire
  - Gatun
  - Margarita
  - Rainbow City